# 成田国際航空専門学校
成田国際航空専門学校（なりたこくさいこうくうせんもんがっこう）は、茨城県取手市に位置する航空の従事者を養成する日本の私立専修学校。

## 概要

### 所在地
- 茨城県取手市取手西野1842
JR常磐線天王台駅からスクールバスが運行されているほか、取手駅から取手市コミュニティバスも利用可能。

### 設置学科・コース
- 航空整備学科（3年課程）
1年次は、航空機の整備や製造に必要な基本的な知識・技術を身につける。
2年次以降はより大型航空機の装備に近い双発タービン機での実習が特長。
- グランドサポート学科（2年課程） 
航空機の安全運航を支える空港地上支援業務の技術者を養成。
座学での知識習得と、空港の駐機場を模した実習スペース、器材を用いた実習を行う。

### 略歴
- 1978年4月 - 成田航空大学校として千葉県我孫子市に設立
- 1990年4月 - 現在地に移転し、成田航空専門学校に校名変更
- 1995年3月 - 「専門士」称号授与校となる
- 1997年12月 - 運輸省航空局の「航空整備経歴認定施設」の認定校となる
- 2001年3月 - 国土交通大臣指定「航空機整備訓練課程」の指定校となる
- 2013年4月 - 設置者を学校法人筑波研究学園に変更し、成田つくば航空専門学校に校名変更
- 2014年2月 - 学習環境整備に着手
- 2014年8月 - 航空機格納庫、駐機場完成
- 2014年10月 - 実習機「シャイアン」1号機完成
- 2014年12月 - 「シャイアン」2号機完成
- 2015年2月 - 文部科学省「職業実践専門課程」認定
- 2015年3月 - 空港カウンター・旅客機客室実習施設完成
- 2019年2月 - 国土交通大臣指定「航空従事者養成施設」認定
- 2021年4月 - 設置者を学校法人朝日学園に変更
- 2022年4月 - 成田国際航空専門学校に校名変更

## 関連組織
- 日本国際工科専門学校 - 学校法人朝日学園の設置校
- 東京明生日本語学院 - 学校法人朝日学園の設置校